# Бертолт Брехт
Бертолт Брехт (такође Бертолд Брехт) (рођен као Eugen Berthold Friedrich Brecht; Аугсбург, 10. фебруар 1898 — Источни Берлин, 14. август 1956) је био најзначајнији немачки писац драма, позоришни теоретичар и песник 20. века. Његова дела се данас изводе широм Немачке и света. Брехт важи за оснивача епског театра.

## Биографија
Бертолт Брехт је рођен у Аугсбургу (Баварска) 1898. у буржоаској породици. Прве своје текстове је објавио 1914. године за време студија филозофије и медицине, у Минхену. Године 1918, на крају Првог светског рата, написао је своју прву драму Баал. Следиле су драме Бубњеви у ноћи 1919. и У џунгли градова 1921. Све три су изражавале његове анархистичке ставове.
Године 1924. придружио се Немачком театру у Берлину (Deutsches Theater) (тада под управом Макса Рајнхарта) и упознао глумицу Хелену Вајгл. Писао је политичке драме. Велики успех је постигао 1928. када је написао Оперу за три гроша (музику је компоновао Курт Вајл), један од највећих музичких успеха у доба Вајмарске републике.
Оженио се са Хеленом Вајгл и постао марксиста. Јачање нацизма у Немачкој, где су његова дела забрањена и спаљивана, натерала су га да оде у егзил 1933. Прошао је Европу (Данска, Финска, Русија), пре него што је стигао у САД, у Калифорнију. Због марксистичких идеја, напустио је САД 1947. Током овог периода, написао је доста драма, укључујући Галилејев живот, Мајка храброст и њена деца, Задрживи успон Артура Уија, Кавкаски круг кредом и Мали органон за театар где је теоријски образложио своје схватање театра.
Дефинитивно се настанио у Берлину 1949, где је био управник Берлинер ансамбла. Представе су илустровале његове социјалистичке идеје. Основао је марксистички покрет Епски театар. Подржавао је диктаторски режим Валтера Улбрихта и цинично поручио критичарима: Ако народ лоше мисли, промените народ!. Постао је омиљена личност режима у НДР и додељена му је Лењинова награда за мир 1955. Умро је од инфаркта у Берлину 14. августа 1956.

## Теорија театра
Брехт је желео дати одговор на Лењиново питање „Како и шта треба научити?“. Створио је утицајну теорију позоришта Епски театар, по којој представа не треба да наведе гледаоца да се емотивно идентификује са актерима радње, већ да у њему изазове рационално преиспитивање и критику онога што види на сцени. Веровао је да катарза емоција оставља публику самозадовољном. Уместо тога, желео је да публика искористи своју критичку моћ да препозна зло у друштву и да га промени.
Брехт је описивао своје представе као „колективне политичке састанке“ у којима учествује и публика. По овоме се види да је он одбацивао елитистичко виђење политике по којем високи политичари издају уредбе за управљање масама.
Да би ово постигао, Брехт је користио технике које подсећају гледаоце да је представа слика реалности, а не сама реалност. То је он звао „ефекат дистанцирања“ (Verfremdungseffekt).
Поступци које је користио су:
- директно обраћање глумаца публици,
- излагање текста у трећем лицу или у прошлости,
- гласно декламовање,
- необични светлосни ефекти,
- коришћење сонгова, итд.

Наглашавајући конструисаност позоришних збивања, Брехт се надао да ће публика схватити да је реалност конструкција која се може променити.
„Исторификација“ је још једна од његових техника. Наиме, његове драме се често баве историјским личностима или догађајима. Сматрао је да ће публика тако моћи да одржи критичку дистанцу према догађајима и да ће препознати паралеле са социјалним проблемима у савременом времену.
У једној од својих првих режија, Брехт је употребио паное са натписом „Не буљите тако романтично“ (Glotzt nicht so romantisch!). Створио је политички театар у коме публика учествује интерпретирајући значење.
Његова теорија театра је снажно утицала на савремено позориште, мада се сматра да се ефекти епског театра губе после неколико одгледаних представа. Неке од његових иновација су постале уобичајене у савременом театру.
Брехтов утицај је видљив и у савременим филмовима. Режисери попут Ларса фон Трира, Рајнера Вернера Фасбиндера и Жан-Лика Годара у својим су филмовима користили Брехтову теорију дистанцирања.

## Дела

### Позоришни комади (хронолошки)
- Бал (1922)
- Бубњеви у ноћи (1922)
- У џунгли градова (1924)
- Живот Едварда II Енглеског
- Човек је човек (1926)
- Опера за три гроша (1928)
- Успон и пад града Махагонија (1928)
- Линдбергов лет
- Лекција о разумевању
- Онај који каже да. Онај који каже не.
- Предузете мере
- Света Јоана
- Изузетак од правила
- Мајка (1932)
- „Округле главе“ и „шиљате главе“ (1936)
- Ужас и јад Трећег рајха
- Галилејев живот (1943)
- Мајка храброст и њена деца (1941)
- Суђење Лукулу
- Добри човек из Сечуана (1943)
- Господар Пунтила и његов слуга Мати (1948)
- Задрживи успон Артура Уија (1956)
- Визије Симоне Машар
- Швејк у Другом светском рату
- Кавкаски круг кредом (1954)
- Дани комуне
- Антигона (1947)
- Кориолан (по Вилијаму Шекспиру) (1952/53)

### Лирика
- Псалми (1920),
- Аугзбуршки сонети (1925–1927),
- Сонгови за Оперу за три гроша (1928),
- Из књиге грађанина (1926–1927),
- Ноћни логор (1931),
- Поеме из револуције (1932),
- Сонети (1932–1934),
- Енглески сонети (1934),
- Кинеске песме (1938–1949),
- Студије (1934–1938),
- Свендборшке поеме (1926–1937),
- Штефинска збирка (1939–1942),
- Холивудске елегије (1942),
- Песме из егзила (1944),
- Немачке сатире(1945),
- Дечје песме (1950),
- Буковске елегије (1953)

### Проза
- Аугзбуршки круг кредом
- Разговори избеглица
- Послови господина Јулија Цезара (1949)
- Рањени Сократ (1949)
- Просјачки роман (1934)
- Календарске приче (1949)